# Maurício Ricardo
Maurício Ricardo Quirino (Duque de Caxias, 24 de setembro de 1963) é um chargista, cartunista e músico brasileiro.

## Biografia e carreira
Nascido em Duque de Caxias, na Baixada Fluminense, região metropolitana do Rio de Janeiro, passou uma parte da infância no Rio, até se mudar com a família para Uberlândia, em Minas Gerais, onde foi criado. Formado em História pela UNIUBE.
A carreira de Maurício Ricardo como chargista começou aos 17 anos, no extinto jornal Primeira Hora, já em Uberlândia. No jornal Correio de Uberlândia, galgou posições de repórter a coordenador geral, sem abrir mão das charges diárias. Paralelamente, integrou, nos anos 80 a banda Solo Vertical, que chegou a gravar dois álbuns: um independente e outro pela multinacional BMG-Arilolla, em 1990. A banda seria extinta dois anos depois. Nos anos 90, sem abrir mão da carreira na mídia impressa, foi apresentador do Jornal Meio-Dia, na TV Triângulo (atual TV Integração), afiliada da Rede Globo.
É cartunista, baixista, cantor, ator de voz, escritor e jornalista. É o roteirista e desenhista do site Charges.com.br, além de responsável por quase todas as vozes. Iniciou o site em fevereiro de 2000, com a proposta (ainda mantida) de colocar no ar uma animação diária versando sobre temas do cotidiano. A ideia surgiu como diversão, mas Maurício Ricardo, nome com que assina seus trabalhos, já era consciente de que o pioneirismo do projeto poderia render frutos.
Quando o site começou a dar lucro, no início de 2001, abandonou um emprego no jornal Correio de Uberlândia, onde chegou a responder pela redação e departamentos comercial e de circulação. Hoje, além de desenhar (com uma prancheta digital) e animar, com a ajuda de uma pequena equipe, ele faz a voz original (geralmente fazendo todas as vozes) e toca, quando necessário, a música de fundo das charges apresentadas no site. Seguiu os mesmos passos do pai, o jornalista Luiz Fernando Quirino, que construiu carreira como jornalista, radialista, redator e compositor em rádios e TVs do Rio de Janeiro e São Paulo, antes de decidir mudar-se com a família para o interior de Minas Gerais.
O Charges.com.br foi eleito o Melhor Site de Entretenimento no concurso iBest 2006. O site ganhou também quatro Prêmio Info, da revista Info Exame. Em 2002, o Charges.com.br foi escolhido pelos leitores da revista como o Site do Ano e Maurício Ricardo o "Empreendedor do Ano na Internet".
Em março de 2017 Maurício Ricardo assumiu um canal pirata que vinha publicando exclusivamente seus trabalhos desde 2014. Cansado de lutar contra a pirataria na plataforma, o cartunista preferiu reivindicar o canal e torná-lo oficial. O sucesso foi imediato: em um ano, o número de inscritos e a audiência aumentaram mais de 1000%.
O sucesso na Internet levou o trabalho de Maurício Ricardo à televisão. Na Rede Globo, produziu material inédito para os programas Domingão do Faustão e Mais Você, entre outros. Mas seu trabalho de maior destaque são as animações para o programa Big Brother Brasil, onde atuou com animações semanais de 2004 a 2016. Na Rede Globo, teve seu contrato renovado em 2012 por mais dois anos.
Como produto do Charges.com.br, criou em 2006 a banda Os Seminovos, atuando como principal compositor e baixista. As letras constituem-se de criticas políticas, humor e paródias.
Em 2016 criou Vblog “Fala, M.R.”, que já conta com 270 mil seguidores, onde pública suas opiniões fundamentadas e lúcidas sobre política, fatos históricos e atualidades.
O Charges.com.br está desde 2003 vinculado ao portal UOL, depois de rápida passagem pelo extinto Zip.net e pela Globo.com.